# Limanes (Siero)
Limanes (en asturiano y oficialmente, Llimanes) es una parroquia del concejo de Siero, en el Principado de Asturias (España). Alberga una población de 278 habitantes (INE 2021). Ocupa una extensión de 6,29 km².
Está situada a 15 km de la capital, en la zona suroeste del concejo. Limita al norte con la parroquia de Granda; al este con las de Tiñana y Santa Marina de Cuclillos; al sur con la de Box, en el concejo de Oviedo; y al oeste con la homónima, también en el concejo de Oviedo.

## Poblaciones
Según el nomenclátor de 2011 la parroquia está formada por las poblaciones de:
- Mieres (aldea): 168 habitantes.
- Vallín (aldea): 120 habitantes.